# Federico Figner
Federico Figner (Milevsko, 1866. december 2. – Rio de Janeiro, 1947. január 19.) brazil-német fotóművész és filmrendező. Egy ideig Argentínában élt, ahol elkészítette az ország első három filmjét. A Buenos Aires nevezetességeiről szóló képsorok mára elvesztek.